# Unsere tollen Nichten
Unsere tollen Nichten ist eine österreichische Filmkomödie von Rolf Olsen aus dem Jahr 1963. Es ist nach Unsere tollen Tanten (1961) der zweite Teil der Filmreihe Unsere tollen Tanten, die mit Unsere tollen Tanten in der Südsee (1964) ihren Abschluss fand.

## Handlung
Seit einem halben Jahr haben die Musiker der Gruppe Sonny Boys – Max, Gus, Paul und Pitt – kein Engagement mehr gehabt, als sie ein Angebot aus Davos erreicht: Sie sollen als Die Jolly Sisters beim Schlagerfestival in Davos auftreten. Hotelmanager Mägerli hatte die Männer bei einem Auftritt in Frauenkleidern gesehen und hält sie für echte Frauen. Vor allem Werbezeichner Pitt ist gegen die erneute Maskerade, erfährt jedoch, dass seine Verlobte Susi Güden aus Dänemark kürzlich nach Arosa in den Skiurlaub gereist ist. Da er sich einen Urlaub nicht leisten kann, aber bei ihr sein will, stimmt er einer Maskerade am Ende zu. Die 5 tollen Tanten komplettiert Vogelverkäufer Hyacinth Grad, da der echte fünfte Sonny Boy inzwischen in den Vereinigten Staaten lebt.
Im Hotel in Davos sorgt unterdessen der Frauenmangel vor Ort für Verstimmung. Vor allem der mit Entourage angereiste Ölscheich will wieder abfahren, wollte er sich vor Ort doch einen Harem anlegen. Er entscheidet sich um, als er von der Ankunft der Damengruppe hört, die sich auf Mägerlis Anregung hin nun die Jolly Sisters nennen. Der erste Tag im Hotel vergeht in dezentem Chaos. Am nächsten Morgen fährt Pitt heimlich nach Arosa, wo er Susi trifft. Pitt will ihr nicht sagen, was er in Davos macht, verspricht jedoch, alles in drei Tagen aufzuklären. Er weiß, dass Susi ihm eine erneute Maskerade nicht verzeihen würde. Die burschikose Felicitas hat jedoch Verdacht geschöpft und fährt Pitt nach. Sie folgt ihm bis zum Hotel, wo sie neben Pitt auch Max Rettich in Frauenkleidern antrifft. Zurück in Arosa erzählt Felicitas, was sie gesehen hat, und Susi ist in Tränen aufgelöst. Kurzerhand entscheidet die Clique, die neben Felicitas und Susi auch Gus’ Freundin Evi, Brigitte und Jutta umfasst, es den Männern heimzuzahlen. Sie wollen sich als die Neffen der Damen ins Hotel begeben.
Die Jolly Sisters erkennen schnell, um wen es sich bei den „Neffen“ handelt. Es kommt zu verschiedenen Turbulenzen, so werden die jungen „Herren“ nun von den älteren Damen des Hotels umlagert. Die Jolly Sisters müssen sich verschiedener Herren, darunter der Scheich und der Arzt Dr. Heribert Wippel, erwehren. Als eine Gruppe Mannequins wegen Schneesturms nichts zum Hotel kommen kann, springen die Jolly Sisters als Models ein und machen eine gewöhnungsbedürftige Figur, ebenso wie Max und Hyacinth am nächsten Tag auf dem Eis. Die „Neffen“ sollen bei einem Bobrennen der Hotelgäste zeigen, dass sie echte Männer sind, werden jedoch von den wirklichen Männern vertreten, die im Ziel schließlich ihre Maskerade aufgeben. Mägerli ist entsetzt, sperrt die Männer in den Hotelkeller ein und will auch die falschen Neffen inhaftieren, die sich nun jedoch als junge Frauen zu erkennen geben. Es ist schließlich der Gesangsstar Gerd Savona, der die Damen und Herren vor der Polizei rettet. Er ist mit Brigitte verheiratet und würde bei einer Inhaftierung seiner Gattin selbst nicht auftreten – ein finanzieller Verlust, den sich Mägerli nicht leisten kann. Am Ende treten die Männer wie vereinbart als Die Jolly Sisters auf und sorgen für Heiterkeit im Publikum. Es haben sich Paare gebildet: Brigitte und Gerd sind verheiratet, Susi verzeiht Pitt und Evi ihrem Gus, während Max und Hyacinth um Felicitas kämpfen.

## Produktion
Unsere tollen Nichten entstand im Wiener Atelier Sievering. Die Kostüme schuf Gerdago, die Filmbauten stammen von Wolf Witzemann. Herstellungsleiter war Karl Spiehs. Der Film erlebte am 12. Februar 1963 im Kölner Ufa-Palast seine Premiere. Selbstironisch wird der Film mit der Einblendung „Wir präsentieren voll stolz den größten Blödsinn des Jahres“ sowie „Wir bedauern außerordentlich, auf einen Bundesfilmpreis verzichten zu müssen, aber wir versuchen erst einmal, die Herstellungskosten einzuspielen“ eingeleitet.
Der Film entstand als zweiter Teil der Tolle-Tanten-Filmreihe. Er folgt Unsere tollen Tanten aus dem Jahr 1961 und im Jahr 1964 folgte mit Unsere tollen Tanten in der Südsee der dritte und letzte Teil.
Im Film sind verschiedene Schlager zu hören:
- Rex Gildo: Speedy Gonzales
- Lolita: Sag’ nur drei Worte
- Gerhard Wendland: Das kommt davon, kleines Fräulein
- Gus Backus: Böhmische Knödel und schöne Musik
- Gus Backus: Immer Happy, immer Crazy
- Udo Jürgens und Vivi Bach: Ich sing meine Happiness-Melodie

Vivi Bach singt zudem den Schlager Susi aus Dänemark.

## Kritik
„Wieder eine Dutzendgeschichte, die von geeichten Rollen für ihre Damenimitatoren profitiert und […] immerhin Lachwirkung […] auf anspruchlose Zuschauer ausüben wird.“

„Ein an Geistlosigkeit kaum noch zu unterbietender ‚Spaß‘, dessen Abgründe auch nicht durch die dick aufgetragene Selbstironie überbrückt werden können.“

„Der zweite Teil der ‚Tolle Tanten‘-Reihe […] ist auch der belangloseste. Die Handlung ist uninspiriert, und selbst Schlagermusik-Fans kommen hier nicht auf ihre Kosten.“